# Gouvernement Kóstas Karamanlís I
Pour les articles homonymes, voir gouvernement Karamanlís.
 (septembre 2023).
Si vous disposez d'ouvrages ou d'articles de référence ou si vous connaissez des sites web de qualité traitant du thème abordé ici, merci de compléter l'article en donnant les références utiles à sa vérifiabilité et en les liant à la section « Notes et références ».
IIIe République hellénique
Simítis III K. Karamanlís II
Le gouvernement Kóstas Karamanlís I (en grec moderne : Κυβέρνηση Κώστα Καραμανλή 2004) est le gouvernement de la République hellénique entre le 10 mars 2004 et le 19 septembre 2007, sous la XIe législature du Parlement.
Il est dirigé par le conservateur Kóstas Karamanlís, après la victoire de la ND à la majorité absolue lors des élections législatives. Il succède au troisième gouvernement du socialiste Konstantínos Simítis et cède le pouvoir au gouvernement Karamanlís II après que la ND a conservé la majorité absolue aux élections anticipées de 2007.

## Historique
Dirigé par le nouveau Premier ministre conservateur Kóstas Karamanlís, neveu de l'ancien chef du gouvernement et chef de l'État Konstantínos Karamanlís, ce gouvernement est constitué et soutenu par la Nouvelle Démocratie (ND). Seule, elle dispose de 165 députés sur 300, soit 55 % des sièges du Parlement.
Il est formé à la suite des élections législatives du 7 mars 2004.
Il succède donc au troisième gouvernement du socialiste Konstantínos Simítis, constitué et soutenu par le seul Mouvement socialiste panhellénique (PASOK), au pouvoir depuis 1993.

### Formation
Au cours du scrutin législatif, la ND remporte 45,4 % des suffrages exprimés et une nette majorité absolue après avoir passé 13 ans dans l'opposition. Au pouvoir durant cette période, le PASOK, désormais dirigé par Giórgos Papandréou, totalise 40,5 % et 117 élus. Il passe à nouveau dans la minorité parlementaire, où il n'a siégé que 11 ans depuis la fin de la dictature des colonels en 1974. À sa gauche, le Parti communiste de Grèce (KKE) et la Coalition de la gauche radicale (SYRIZA) rassemblent 18 sièges.
Karamanlís et son équipe de 17 ministres sont assermentés au palais présidentiel d'Athènes par le président de la République Konstantínos Stephanópoulos le 10 mars, trois jours après le scrutin.
Lors de l'élection présidentielle du 8 février 2005, la ND et le PASOK s'accordent pour soutenir la candidature de l'ancien ministre socialiste des Affaires étrangères Károlos Papoúlias, Stephanópoulos n'étant pas éligible pour un troisième quinquennat. Il est donc élu dès le premier tour par 279 voix favorables sur 300 et entre en fonction un mois plus tard.

### Succession
Le 17 août 2007, alors que sa popularité chute du fait d'une série de scandales et d'une mauvaise gestion des feux de forêt, Kóstas Karamanlís demande à Károlos Papoúlias de prononcer la dissolution du Parlement et convoquer des élections législatives anticipées pour le 16 septembre suivant.
Lors du scrutin, la ND perd trois points et une dizaine de sièges, mais conserve de justesse sa majorité absolue. Le chef de l'exécutif sortant est ainsi en mesure de mettre sur pied son deuxième cabinet.

## Composition

### Initiale (10 mars 2004)
| Portefeuille                                                                       | Titulaire | Titulaire                                                   | Parti |
| ---------------------------------------------------------------------------------- | --------- | ----------------------------------------------------------- | ----- |
| Premier ministre Ministre de la Culture                                            |           | Kóstas Karamanlís                                           | ND    |
| Ministre de l'Intérieur, de l'Administration publique et de la Décentralisation    |           | Prokópis Pavlópoulos                                        | ND    |
| Ministre de l'Économie et des Finances                                             |           | Geórgios Alogoskoúfis                                       | ND    |
| Ministre des Affaires étrangères                                                   |           | Pétros Molyviátis                                           | ND    |
| Ministre de la Défense nationale                                                   |           | Spílios Spiliotópoulos                                      | ND    |
| Ministre du Développement                                                          |           | Dimítrios Sioúfas                                           | ND    |
| Ministre de l'Environnement, de l'Aménagement du territoire et des Travaux publics |           | Geórgios Soufliás                                           | ND    |
| Ministre de l'Éducation nationale et des Religions                                 |           | Mariétta Giannákou                                          | ND    |
| Ministre de l'Emploi et de la Protection sociale                                   |           | Pános Panagiotópoulos                                       | ND    |
| Ministre de la Santé et de la Solidarité sociale                                   |           | Nikítas Kaklamánis                                          | ND    |
| Ministre du Développement rural et de l'Alimentation                               |           | Sávvas Tsitourídis (jusqu'au 23/09/2004) Evángelos Basiákos | ND    |
| Ministre de la Justice                                                             |           | Anastásios Papaligoúras                                     | ND    |
| Ministre du Développement touristique (18/03/2004)                                 |           | Dimítris Avramópoulos                                       | ND    |
| Ministre des Transports et des Communications                                      |           | Michális Liápis                                             | ND    |
| Ministre de l'Ordre public                                                         |           | Giórgos Voulgarákis                                         | ND    |
| Ministre de la Marine marchande                                                    |           | Manólis Kefaloyiánnis                                       | ND    |
| Ministre de la Macédoine-Thrace                                                    |           | Nikólaos Tsiartsiónis                                       | ND    |
| Ministre de la Mer Égée et de la Politique insulaire                               |           | Aristotélis Pavlídis                                        | ND    |
| Ministre d'État                                                                    |           | Theódoros Roussópoulos                                      | ND    |

### Remaniement du 15 février 2006
- Les nouveaux ministres sont indiqués en gras, ceux ayant changé d'attributions en italique.

| Portefeuille                                                                       | Titulaire | Titulaire                                                 | Parti |
| ---------------------------------------------------------------------------------- | --------- | --------------------------------------------------------- | ----- |
| Premier ministre                                                                   |           | Kóstas Karamanlís                                         | ND    |
| Ministre de l'Intérieur, de l'Administration publique et de la Décentralisation    |           | Prokópis Pavlópoulos (jusqu'au 24/08/2007)                | ND    |
| Ministre de l'Intérieur, de l'Administration publique et de la Décentralisation    |           | Spýridon Flogaïtis                                        | Sans  |
| Ministre de l'Économie et des Finances                                             |           | Geórgios Alogoskoúfis                                     | ND    |
| Ministre des Affaires étrangères                                                   |           | Dóra Bakoyánni                                            | ND    |
| Ministre de la Défense nationale                                                   |           | Evángelos Meïmarákis                                      | ND    |
| Ministre du Développement                                                          |           | Dimítrios Sioúfas                                         | ND    |
| Ministre de l'Environnement, de l'Aménagement du territoire et des Travaux publics |           | Geórgios Soufliás                                         | ND    |
| Ministre de l'Éducation nationale et des Religions                                 |           | Mariétta Giannákou                                        | ND    |
| Ministre de l'Emploi et de la Protection sociale                                   |           | Sávvas Tsitourídis (jusqu'au 30/04/2007) Vasílis Mangínas | ND    |
| Ministre de la Santé et de la Solidarité sociale                                   |           | Dimítris Avramópoulos                                     | ND    |
| Ministre du Développement rural et de l'Alimentation                               |           | Evángelos Basiákos                                        | ND    |
| Ministre de la Justice                                                             |           | Anastásios Papaligoúras                                   | ND    |
| Ministre de la Culture                                                             |           | Giórgos Voulgarákis                                       | ND    |
| Ministre du Développement touristique                                              |           | Fáni Pálli-Petraliá                                       | ND    |
| Ministre des Transports et des Communications                                      |           | Michális Liápis                                           | ND    |
| Ministre de l'Ordre public                                                         |           | Výron Polýdoras                                           | ND    |
| Ministre de la Marine marchande                                                    |           | Manólis Kefaloyiánnis                                     | ND    |
| Ministre de la Macédoine-Thrace                                                    |           | Geórgios Kaladzís                                         | ND    |
| Ministre de la Mer Égée et de la Politique insulaire                               |           | Aristotélis Pavlídis                                      | ND    |
| Ministre d'État                                                                    |           | Theódoros Roussópoulos                                    | ND    |
| Ministre d'État (24/08/2007)                                                       |           | Rodólfos Morónis                                          | ND    |